# Man’gyŏngdae
Man’gyŏngdae (kor. 만경대구역, Man’gyŏngdae-guyŏk) – jedna z 19 dzielnic stolicy Korei Północnej, Pjongjangu. Znajduje się w zachodniej części miasta. W 2008 roku liczyła 321 690 mieszkańców, zdecydowanie najwięcej spośród wszystkich jednostek administracyjnych wchodzących w skład Pjongjangu. Składa się z 26 osiedli (kor. dong) i 2 wsi (kor. ri). Graniczy z rzeką Taedong od południa (po jej drugiej stronie znajdują się tereny dzielnicy Rangnang), dzielnicą Hyŏngjesan i powiatem Taedong (prowincja P’yŏngan Południowy) od północy, a także z należącymi do miasta Nampo dzielnicą Kangsŏ i powiatem Ch’ŏllima od zachodu.

## Historia
Pierwotnie tereny dzielnicy stanowiły część miejscowości Kop'yŏng i Yongsan (powiat Taedong, prowincja P’yŏngan Południowy). Jako samodzielna jednostka administracyjna dzielnica Man’gyŏngdae powstała we wrześniu 1959 roku z połączenia terenów dzielnic centralnej (kor. 중구, Jung-gu) i południowej (kor. 남구, Nam-gu), a także z miejscowości Taedong w powiecie o tej samej nazwie.

## Podział administracyjny dzielnicy
W skład dzielnicy wchodzą następujące jednostki administracyjne:
| Nazwa jednostki administracyjnej | Rodzaj jednostki administracyjnej | Chosŏn’gŭl | Hancha    |
| -------------------------------- | --------------------------------- | ---------- | --------- |
| Ch'ilgol-1-dong                  | osiedle                           | 칠골1동    | 칠골1동   |
| Ch'ilgol-2-dong                  | osiedle                           | 칠골2동    | 칠골2동   |
| Ch'ilgol-3-dong                  | osiedle                           | 칠골3동    | 칠골3동   |
| Man’gyŏngdae-dong                | osiedle                           | 만경대동   | 萬景臺洞  |
| Sŏnnae-dong                      | osiedle                           | 선내동     | 仙內洞    |
| Ryongsan-dong                    | osiedle                           | 룡산동     | 龍山洞    |
| Tangsang-1-dong                  | osiedle                           | 당상1동    | 堂上1洞   |
| Tangsang-2-dong                  | osiedle                           | 당상2동    | 堂上2洞   |
| Taep'yŏng-dong                   | osiedle                           | 대평동     | 大平洞    |
| P'algol-1-dong                   | osiedle                           | 팔골1동    | 팔골1동   |
| P'algol-2-dong                   | osiedle                           | 팔골2동    | 팔골2동   |
| Kŭmch’ŏn-dong                    | osiedle                           | 금천동     | 金泉洞    |
| Ryong'aksan-dong                 | osiedle                           | 룡악산동   | 龍岳山洞  |
| Sŏsan-dong                       | osiedle                           | 서산동     | 西山洞    |
| Janghun-1-dong                   | osiedle                           | 장훈1동    | 獎訓1洞   |
| Janghun-2-dong                   | osiedle                           | 장훈2동    | 獎訓2洞   |
| Janghun-3-dong                   | osiedle                           | 장훈3동    | 獎訓3洞   |
| Ch'ukjŏn-1-dong                  | osiedle                           | 축전1동    | 祝典1洞   |
| Ch'ukjŏn-2-dong                  | osiedle                           | 축전2동    | 祝典2洞   |
| Samhŭng-dong                     | osiedle                           | 삼흥동     | 三興洞    |
| Sŏnguja-dong                     | osiedle                           | 선구자동   | 先驅者洞  |
| Kŏnguk-dong                      | osiedle                           | 건국동     | 建國洞    |
| Kwangbok-dong                    | osiedle                           | 광복동     | 光復洞    |
| Kallimgil-1-dong                 | osiedle                           | 갈림길1동  | 갈림길1동 |
| Kallimgil-2-dong                 | osiedle                           | 갈림길2동  | 갈림길2동 |
| Kŭmsŏng-1-dong                   | osiedle                           | 금성1동    | 金星1洞   |
| Kŭmsŏng-2-dong                   | osiedle                           | 금성2동    | 金星2洞   |
| Kŭmsŏng-3-dong                   | osiedle                           | 금성3동    | 金星3洞   |
| Ryongbong-ri                     | wieś                              | 룡봉리     | 龍峰里    |
| Wŏnno-ri                         | wieś                              | 원로리     | 元魯里    |

## Ważne miejsca na terenie dzielnicy
- Tradycyjna koreańska wioska, przedstawiana jako miejsce urodzenia Kim Ir Sena w 1912 roku
- Szkoła Rewolucjonistów Man’gyŏngdae (kor. 만경대혁명학원)
- Pałac Młodzieży (kor. 만경대학생소년궁전)
- Siedziba organizacji Ch'ongryŏn, popierającego Koreę Północną Generalnego Stowarzyszenia Koreańczyków w Japonii (kor. 재일본조선인총련협회)
- Największa w Pjongjangu i Korei Północnej arena cyrkowa (kor. 평양교예극장)
- Szpital Ludowy nr 3 (kor. 제3인민병원)